# 船見町駅
船見町駅（ふなみちょうえき）は、愛知県名古屋市港区船見町にある名古屋臨海鉄道汐見町線の貨物駅。列車の設定はない。

## 歴史
- 1930年（昭和5年）頃：愛知県が専用鉄道を単線非電化で敷設[1][注釈 1]
- 1940年（昭和15年）度：3ヵ年事業により7・8号地の県営鉄道線の補修および6号地への延伸が名古屋鉄道の施工で行われる[4]。
- 1941年（昭和16年）11月27日：県営鉄道の名鉄使用が暫定承認され、運用が委託される[5]。
- 1950年（昭和25年）7月18日：名鉄連絡運輸が再度承認される[6][7]。
- 1959年（昭和34年）12月7日：伊勢湾台風被災後の復旧で9号地に至るルートが8号地側線経由に変更される[6]。
- 1965年（昭和40年）
  - 5月11日：名古屋臨海鉄道が船見町線として地方鉄道経営免許を取得[8]。
  - 6月3日：専用線の契約替え要請（7月末までにほぼ完了）[9]。
  - 7月19日：汐見町線と船見町線が統合され、汐見町線所属となる[8]。
  - 8月20日：名古屋臨海鉄道の船見町駅として開業[10]。以下の専用線が当駅所属となる[11]。
    - 片倉チッカリン[11]。
    - 協同飼料（150m）[11]。
    - 八幡化学工業[11]。
    - 伊勢湾海運[11]。
- 1966年（昭和41年）10月1日：片倉チッカリン専用線（20 m）増設[12]。
- 1971年（昭和46年）3月1日：協同飼料専用線（90 m）増設[13]。
- 1973年（昭和48年）6月1日：片倉チッカリン専用線（170 m）増設[14]。
- 1976年（昭和51年）5月26日：構内で列車脱線事故（機関車1両、貨車6両脱線）[15]。
- 1988年（昭和63年）2月1日：協同飼料専用線廃止[16]。
- 2015年（平成27年）8月1日：営業休止[17]（7月6日届出、以後1年毎に更新）。

## 駅構造
東港駅より0.9 kmの地点にある駅。車扱貨物の取り扱い駅だが、現在列車の設定はない。

## 取扱貨物
かつては数本の専用線が接続していたが、現在はすべて廃止されている。
| 所有者         | 主な取扱品 | 主な取扱品 | 延長  | 専用線の現状（2019年） |
| 所有者         | 発送       | 到着       | 延長  | 専用線の現状（2019年） |
| -------------- | ---------- | ---------- | ----- | ---------------------- |
| 片倉チッカリン | 肥料       |            | 190 m |                        |
| 日本通運       |            |            | 200 m |                        |

## 駅周辺
- 片倉コープアグリ名古屋工場
- フィード・ワン名古屋工場
- 日本アクリル化学名古屋工場
- 愛知県道225号名古屋東港線

## 隣の駅
名古屋臨海鉄道
汐見町線（休止）
東港駅 - 船見町駅（休止） - 汐見町駅（休止）